# ТВ СТЗ
Телевизия СТЗ, изписвана като ТВ СТЗ, е български телевизионен канал.
Стартира на 1 януари 2020 г. като продължение на телевизия „Стара Загора“, която през ноември 2019 г. е заместена от 7/8 ТВ. Разпространява се само по кабел на територията на цялата страна.  Профилът на медията е политематичен. Телевизията е собственост на „Ди енд Джи“ ЕООД.